# Bakanas
Bakanas (kazakh : Бақанас) est un village de l’oblys d'Almaty au Kazakhstan.

## Géographie
Bakanas est le chef-lieu du district de Balkhash.

## Démographie
La population est de 5004 habitants en 2009.